# Пак Чхан Ок
Пак Чхан Ок (1909 год, российский Дальний Восток — дата смерти неизвестна, КНДР) — северокорейский партийный и государственный деятель. Советский гражданин, из корё-сарам. Член ЦК Трудовой партии Кореи (до декабря 1957 года). Главный редактор газеты «Нодон синмун» (1946—1949) и журнала "Kulloja" (1947–1948).
Наряду с Хо Га И и Ким Сын Хва — один из представителей «советской фракции» в ЦК ТПК в политической борьбе за руководящий пост Трудовой партии Кореи.

## Биография
Родился в 1909 году в крестьянской семье в одном из корейских населённых пунктов российского Дальнего Востока. В 1924 году, окончив среднюю школу, трудился в сельском хозяйстве. С 1929 году обучался в педагогическом техникуме в Никольске-Уссурийском. Проходил срочную службу в Красной Армии. После армии работал учителем. С 1933 года — студент Владивостокского педагогического института.
В 1937 году депортирован в Кзыл-Ординскую область Казахской ССР. Получил педагогическое образование. В 1941 году вступил в ВКП(б). До 1943 года занимал различные руководящие посты в системе среднего образования Кзыл-Ординской области. С 1943 года — руководитель отдела пропаганды Чиликского райкома партии. В 1944 году командирован в состав партизанского отряда в Маньчжурию для работы среди местного корейского населения. Воевал против японских войск.
В 1946 году направлен в Корею для организации партийной деятельности среди местных коммунистов. С 1946 по 1949 года был главным редактором партийного печатного органа «Нодон синмун». Вступив в Трудовую партию, вскоре стал членом Организационного бюро и членом ЦК (с 1953 года — член Политсовета ЦК Трудовой партии Кореи).
С 1949 года — руководитель отдела пропаганды и агитации ЦК ТПК. В 1951 году стал преемником отстранённого от должности Хо Га И на посту секретаря ЦК ТПК. С 1953 года по апрель 1955 года — заместитель председателя ЦК ТПК. С 1955 года — заместитель главы Кабинета министров и председателя Госплана.
Позднее в результате фракционный борьбы был понижен в партийной должности. Для восстановления его в руководящей должности по распоряжению Никиты Хрущёва в Пхеньян был направлена партийная делегация во главе с Анастасом Микояном и китайским представителем Пэн Дэхуанем с требованием восстановить в должности Пак Чхон Ока. Ким Чен Ир на специальном пленуме ЦК ТПК принял требование советской делегации, однако в будущем проигнорировал его.
В декабре 1957 года Пак Чхон Ика вывели из состава ЦК. Позднее был арестован и предположительно расстрелян.
Политическая борьба
В конце 1940-х годов будущий руководитель КНДР Ким Ир Сен использовал противоречия между различными «национальными фракциями», чтобы занять руководящий партийный и государственный пост в КНДР. Ким Ир Сен, используя противоречия между «советскими представителями» Пак Чхон Оком и Хо Га И в их мнении о политическом развитии коммунистической Кореи, поддерживал более слабую позицию Пак Чхон Ока в борьбе против Хо Га И. После смерти Хо Га И в 1953 году Ким Ир Сен поддерживал «советскую фракцию» во главе с Пак Чхон Оком в политической борьбе с Цой Чхан Иком, который представлял в Трудовой партии Кореи «китайскую фракцию».
В 1955 году Ким Ир Сен стал ослаблять позицию «советской фракции», в результате чего понизил в политическом ранге Пак Чхон Ика, направив его на должность заместителя главы Кабинета министров и председателя Госплана. После указа Ким Ир Сен о выборе гражданства иностранными корейцами, которые проживали в Северной Корее, Пак Чхон Ок сохранил советское гражданство. Используя это решение Пак Чхон Ика, Ким Ир Сен на декабрьском пленуме 1955 года Ким Ир Сен, выступил против деятельности Пак Чхон Ика. После этого Пак Чхон Ик стал на сторону главы «китайской фракции» Чхве Чхан Ика и участвовал в попытке отстранить Ким Ир Сена от власти. На декабрьском пленуме 1957 года был исключён из состава ЦК ТПК и репрессирован.
Награды
- Орден Отечественной войны 2 степени
- Медаль «За победу над Японией»
- Орден Государственного флага 1 степени